# وريد عضدي رأسي
الوريد العضدي الرأسي أو الوريد عديم الاسم أو الوريد اللامسمى (بالإنجليزية: Brachiocephalic vein أو  innominate vein)‏.
تتشكل الأوردة العضدية الرأسية اليمنى واليسرى في الجزء العلوي من الصدر من التقاء الوريدين الوداجيين الداخليين الأيمن و الأيسر (بالإنجليزية: Jugular vein)‏ مع الوريد تحت الترقوة (بالإنجليزية: Subclavian vein)‏ . هذا على مستوى المفصل القصي الترقوي. الوريد العضدي الرأسي الأيسر هو عادة أطول من الأيمن.
تندمج تلكم الأوعية الكبيرة لتشكيل الوريد الأجوف العلوي الذي يقع خلف تقاطع الغضروف الضلعي الأول مع قبضة القص.
الأوردة العضدية الرأسية هي أكبر الأوردة التي تُرجِع الدم إلى الوريد الأجوف العلوي.

## الروافد

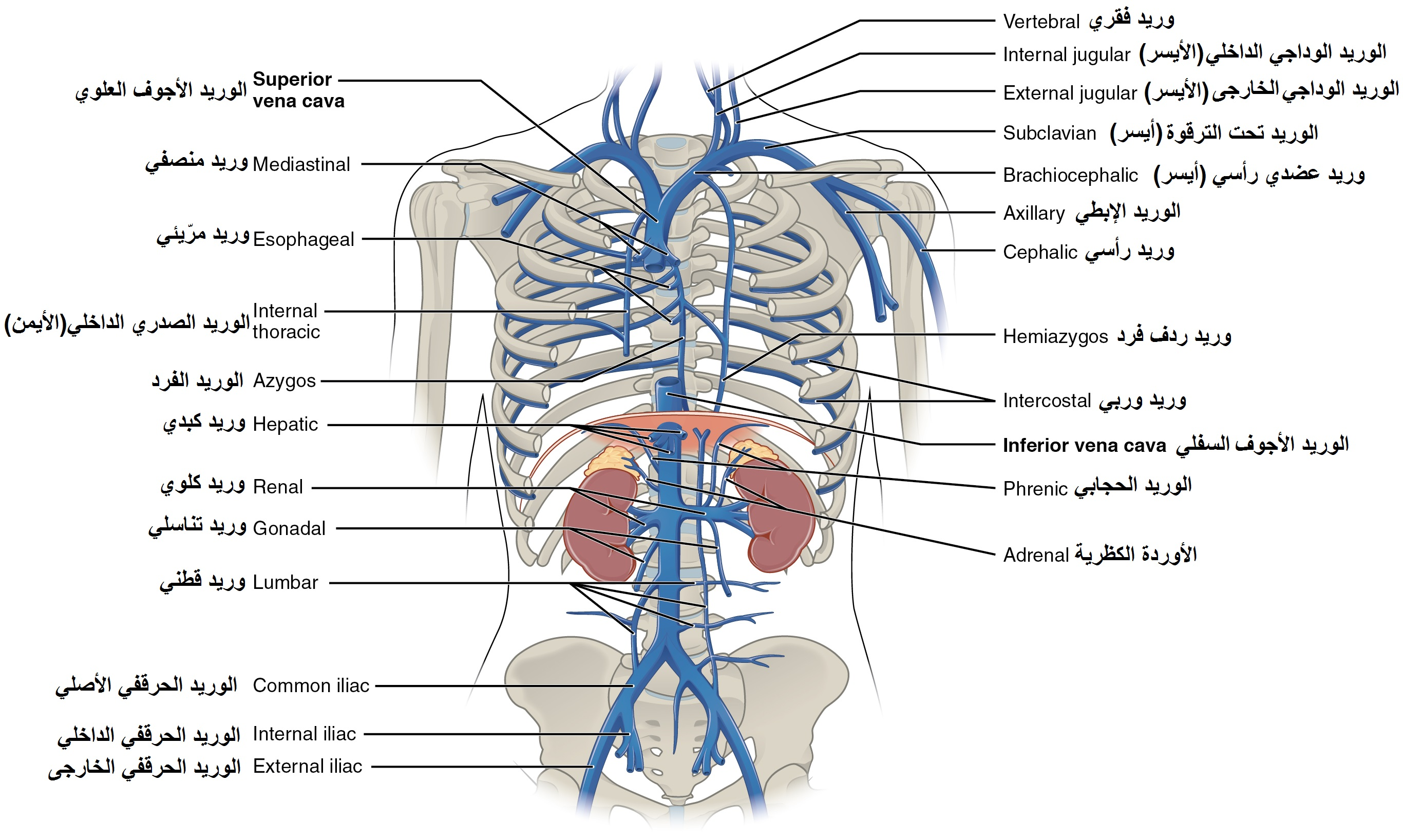
أوردة منطقة الصدر والبطن

يتشكل الوريد العضدي الرأسي من التقاء الوريد تحت الترقوة والوريد الوداجي. بالإضافة إلى ذلك فإنه يتلقى الدم المنصرف من:
- الأوردة الصدرية الداخلية اليمنى واليسرى: يصبّوا في الجزء الأسفل من الوريد.
- الوريد الدرقي السفلي الأيمن والأيسر: يصبّان في الجزء الأعلى من الوريد قريباً من نقطة الالتقاء.
- الوريد الوربي العلوي الأيسر : يصب في الوريد العضدي الرأسي الأيسر.[2]

## المنشأ الجنيني
الوريد العضدي الرأسي الأيسر يتكوّن في الجنين من التفاغر بين الأوردة الرئيسية الأمامية اليمنى واليسرى عندما ينحلّ الجزء السفلي من الوريد الرئيسي الأمامي الأيسر.

## صور إضافية

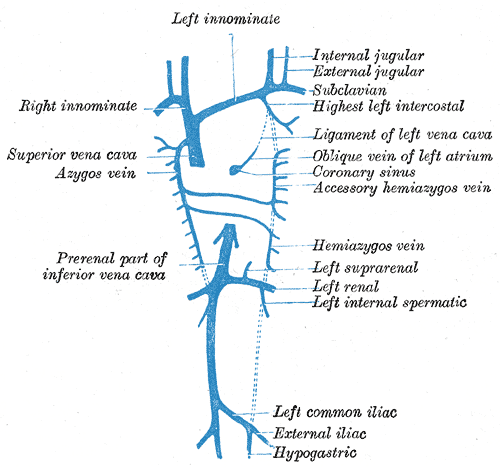
رسم توضيحي يبين الأوردة الجدارية بعد اكتمال التطور.
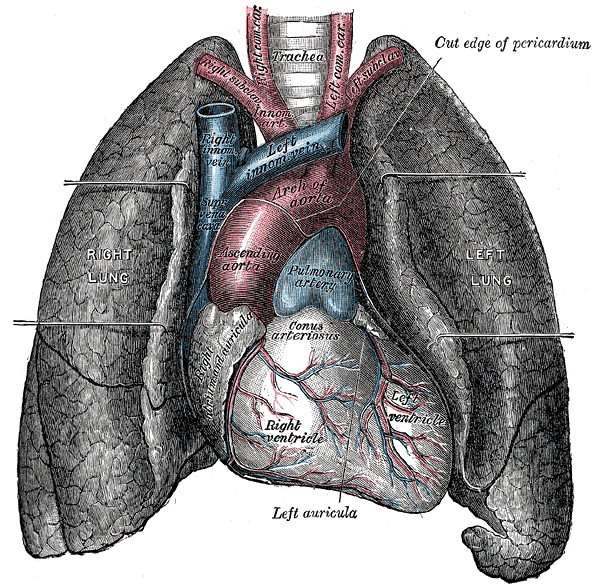
صورة أمامية للقلب والرئتين.
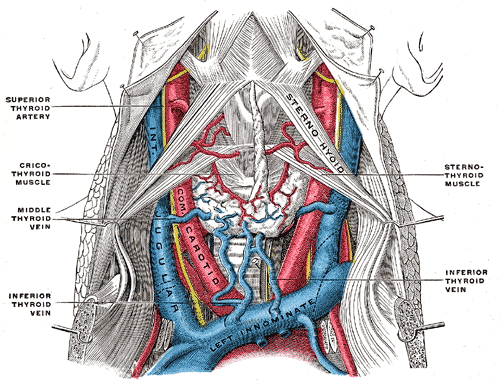
اللفافة و الوريد الدرقي المتوسط.
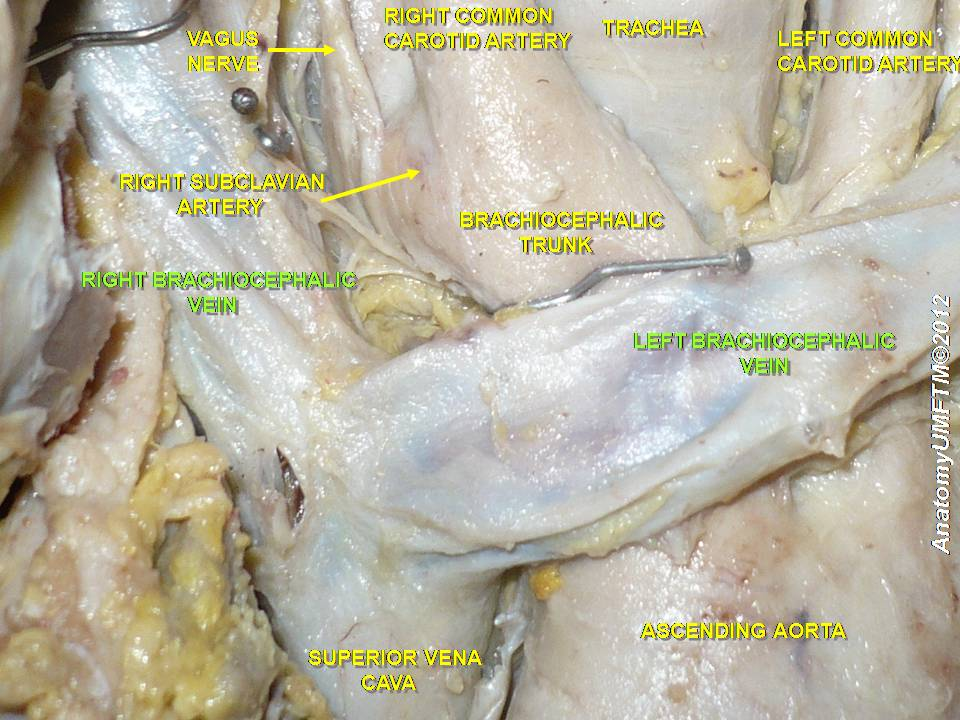
الوريدان العضديان الرأسيان الأيمن والأيسر (باللون الأخضر)
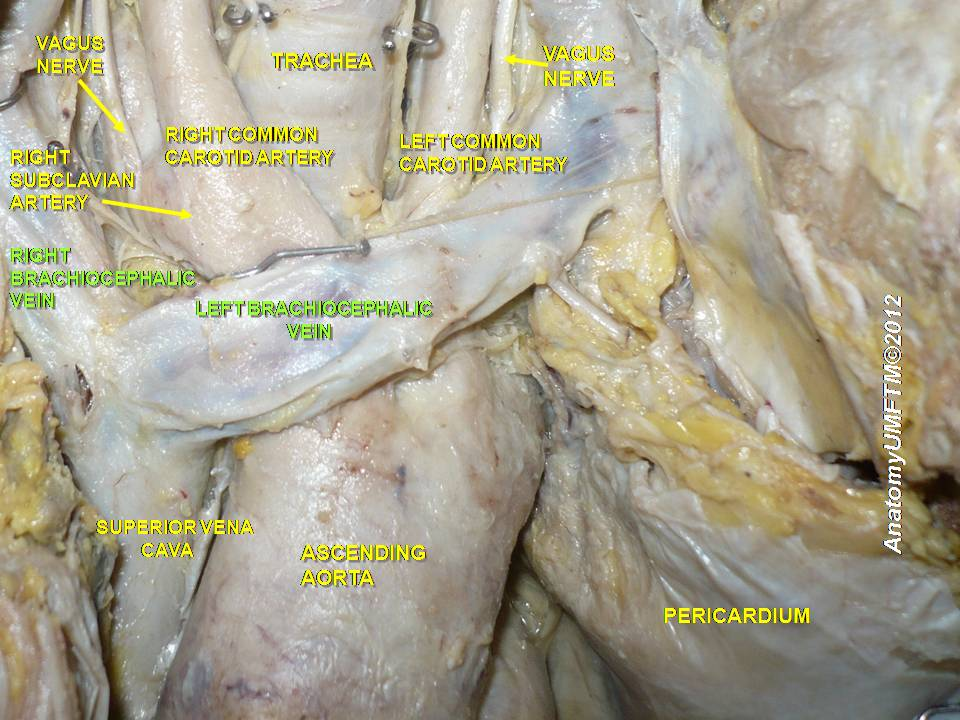
الوريدان العضديان الرأسيان الأيمن والأيسر (باللون الأخضر)
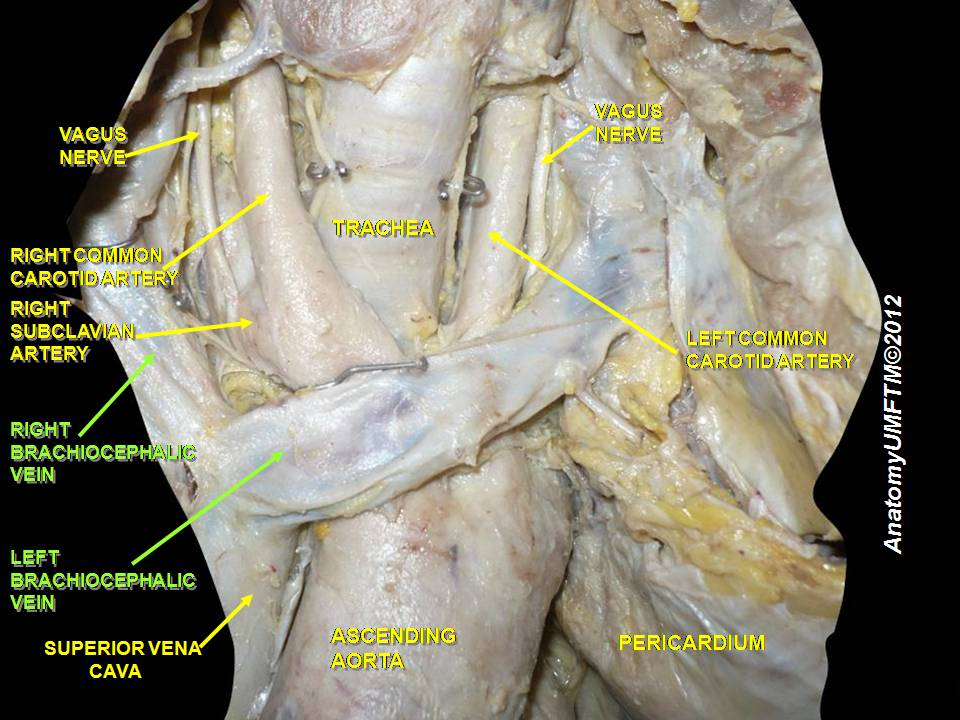
الوريدان العضديان الرأسيان الأيمن والأيسر (باللون الأخضر)
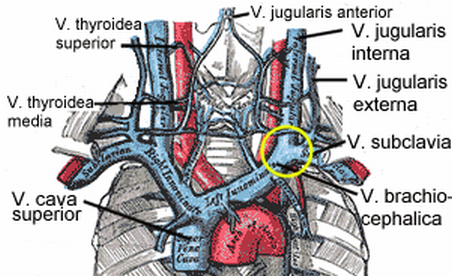
الأوردة العضدية الرأسية، الوريد الأجوف العلوي، الوريد الأجوف السفلي، الوريد الفرد، وروافدهم.